# Tolpuddle
Tolpuddle er en landsby, der ligger i sognet Burleston and Tolpuddle, i Dorset i England på floden Piddle, der har givet navn til byen. Den ligger 8 mil (13 km) øst for Dorchester, der er amtsbyen, og 12 mil (19 km) vest for Poole. Befolkningen i sognet blev i 2013 estimeret til at være 420.
Landsbyen er velkendt som hjemsted for Tolpuddle Martyrs, seks mænd, der blev dømt til at blive transporteret til Australien, efter at de dannede et Friendly Society i 1833. Martyrerne mindes med en række hytter, der huser landbrugsarbejdere og et museum, og en række siddende statuer. Den årlige Tolpuddle Martyrs festival afholdes i landsbyen den tredje weekend i juli. Et gammelt ahorntræ på landsbyens grønning, kendt som Martyrs' Tree, siges at være stedet, hvor martyrerne svor deres ed. Det passes af National Trust.
Martyrs Inn public house (pub) ejes af det nærliggende Athelhampton House, et Tudorhus, der er åbent for offentligheden cirka 1 mil (1.6 km) mod vest.
St John the Evangelist's Parish Church (da.: "Sankt Johannes evangelistens sognekirke") stammer fra det 13. århundrede.
I 1999 blev hovedvejen A35, der går gennem det sydlige Dorset, flyttet så den omgår både Tolpuddle og den nærliggende Puddletown.

## Regeringsførelse
På det lokale regeringsniveau er Tolpuddle i Puddletown Area menighedsråd og Dorset enhedskommune. I valg er Dorset Council en del af Puddletown og Lower Winterborne valgafdelingen. Den 1. april 2024 blev sognet afskaffet og lagt sammen med Burleston, hvilket dannede "Burleston and Tolpuddle".
Historisk set var Tolpuddle i Puddletown Hundred . Det var en del af Dorchester Rural District fra 1894 til 1974, og West Dorset-distriktet fra 1974 til 2019.
I det britiske nationale parlament er Tolpuddle i West Dorset parlamentariske valgkreds.